# ReArm Europe
ReArm Europe (rebaptisée  Readiness 2030) est une initiative de défense stratégique de l'Union européenne proposée par la présidente de la Commission européenne, Ursula von der Leyen, le 4 mars 2025, visant à renforcer les capacités militaires de l'Union européenne en mobilisant jusqu'à 800 milliards d'euros pour renforcer l'infrastructure de défense européenne, en réponse aux menaces géopolitiques, notamment la guerre en cours en Ukraine et les incertitudes concernant le soutien militaire américain,,,.

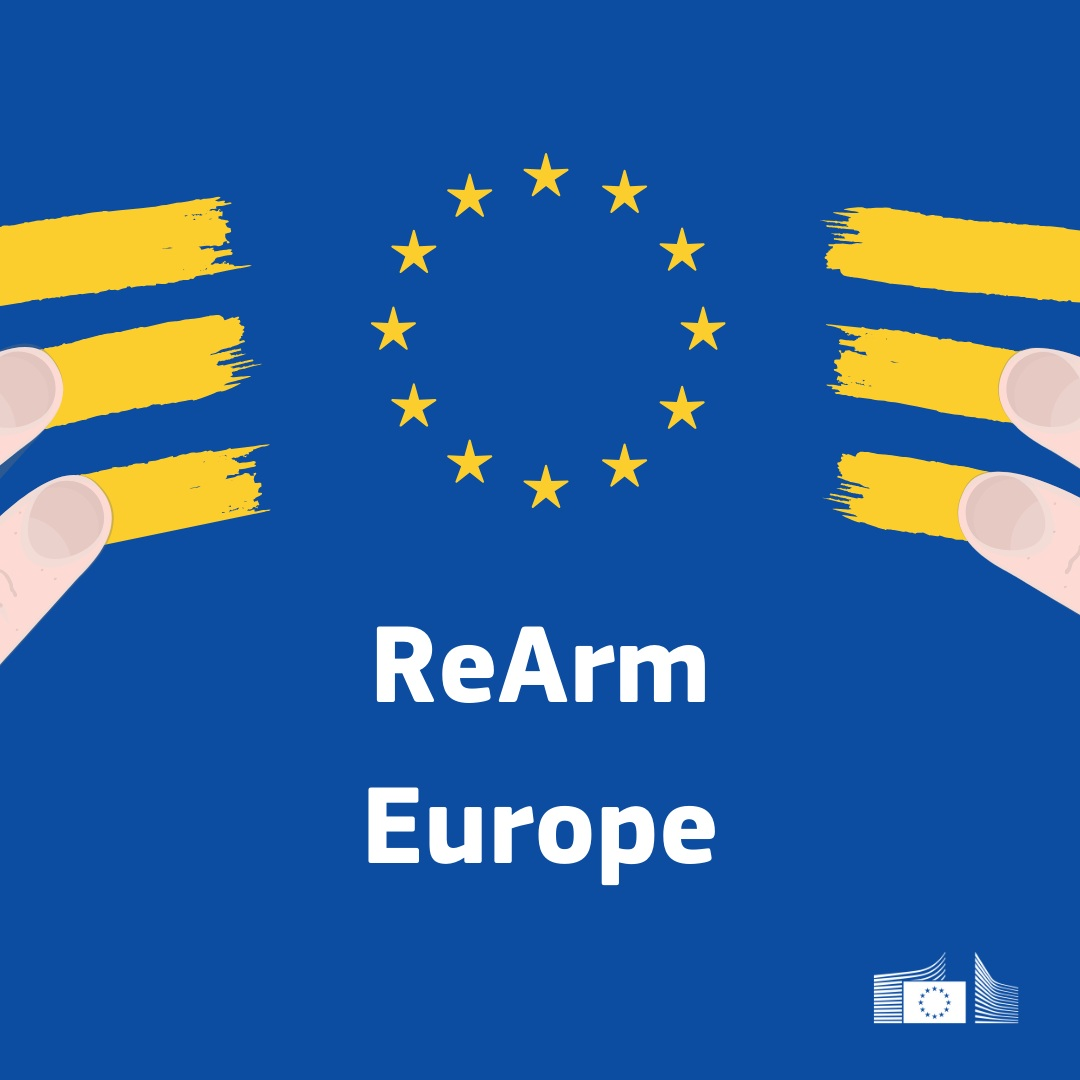
Logo de l'initiative ReArm Europe (publié par la Commission européenne).

Cette initiative de renforcement d'une solidarité européenne dans la défense vise à rendre l'Europe moins dépendante à l'égard des alliés extérieurs, notamment après la suspension de l'aide militaire américaine à l'Ukraine. Il a été présenté dans une lettre adressée aux dirigeants européens avant une réunion du Conseil européen le 6 mars 2025. À la suite des critiques du Premier ministre italien Giorgia Meloni et du Premier ministre espagnol Pedro Sánchez, l'initiative a été rebaptisée Readiness 2030 pour refléter une approche plus large.

## Contexte
Le contexte de ce plan est celui de préoccupations sécuritaires accrues notamment induites par l'invasion de l'Ukraine par la Russie et par la position de Donald Trump vis-à-vis de l'OTAN.
À la suite d'un rapport stratégique intitulé Plus sûrs ensemble : renforcer la préparation civile et militaire de l'Europe, rédigé par Sauli Niinistö (ancien président de la Finlande et conseiller spécial auprès de la présidente de la Commission européenne, Ursula von der Leyen), considérant que « l’UE a connu la pandémie la plus grave depuis un siècle, la guerre la plus sanglante sur le sol européen depuis la Seconde Guerre mondiale et l’année la plus chaude de l’histoire », proposant environ 80 recommandations visant à court, moyen et long termes à améliorer la préparation et la résilience de l'Union européenne face aux crises civiles et militaires, dont consacrer 20 % du budget de l'Union à la sécurité et à la préparation aux crises, en luttant mieux contre la corruption, en améliorant les relations de l'UE et de l'OTAN, en créant une agence européenne du renseignement ; et à la suite de discussions récentes, notamment au sommet de Londres sur l’Ukraine en 2025, deux jours avant l’annonce, les capitales européennes ont signalé un engagement unifié d'augmentation  massive des investissements dans la défense.
Le plan ReArm Europe, rebaptisé Readiness 2030 s’articule autour de cinq éléments clés, destinés à mobiliser près de 800 milliards d’euros de ressources publiques et privées pour renforcer la sécurité européenne au cours des prochaines années.
Ursula Von der Leyen a souligné l'urgence de réarmer l'Europe, la qualifiant de réponse à « un danger clair et présent » tel qu'il n'y en a pas eu lors des dernières décennies,,.

## Contenu du plan
L'initiative comprend cinq mesures clés :
1. Flexibilité budgétaire : suspendre les règles budgétaires de l’UE pour permettre aux États membres d’augmenter leurs dépenses de défense, ce qui permettrait de débloquer potentiellement 650 milliards d’euros sur quatre ans.
2. Prêts de défense : proposer 150 milliards d’euros de prêts pour des projets de défense communs, tels que des systèmes de défense aérienne et antimissile ;
3. Réorientation budgétaire : réorienter les fonds européens existants, comme les fonds de cohésion, vers les investissements dans la défense ;
4. Banque européenne d'investissement (BEI) : Lever les restrictions de prêt de la BEI pour soutenir les entreprises de défense ;
5. Union d’épargne : Créer un mécanisme de mobilisation de capitaux privés pour la défense, stimulant ainsi l’investissement dans le secteur.

## Objectifs
À la suite du Livre blanc La défense européenne – Répalerte 2030 (mais aussi à la suite du « rapport Niinistö » sur le renforcement de la préparation et de la préparation civiles et militaires de l’UE, et à la suite du rapport Draghi et la future stratégie de l’Union de la préparation, ce plan présente une vision visant à réarmer l’Europe, à partir de financements européens ; en veillant à ce que l’industrie européenne de la défense puisse produire à la vitesse et au volume demandés ; et en facilitant le déploiement rapide de troupes et de moyens militaires dans l’ensemble de l’UE.
Outre un objectif général de renforcement de l'autonomie de l'Europe en matière de défense, il vise à combler les lacunes en matière de capacités, à soutenir l'industrie de la défense européenne et à améliorer la mobilité militaire et la coopération opérationnelle entre les États membres. Il s'agit aussi de soutenir militairement l'Ukraine, et de se préparer à une période d'incertitude dans les relations avec les États-Unis.
Le plan devrait d'abord se concentrer sur les achats collectifs et les investissements pour répondre aux besoins capacitaires critiques européens, comme les drones et les technologies d’artillerie, tout en soutenant des innovations disruptives intégrant l'intelligence artificielle, la cybersécurité et des technologies quantiques.